# Neilia Hunter
Neilia Hunter Biden (Skaneateles, Nova York, 28 de juliol de 1942 – Hockessin, Delaware, 18 de desembre de 1972) fou una educadora estatunidenca. Fou la primera muller de l'ex-senador, ex-vicepresident i  expresident dels Estats Units Joe Biden, i mare de Hunter, Beau i Naomi Biden.

## Infantesa, formació i matrimoni
Hunter va néixer el 28 de juliol de 1942 a Skaneateles (Nova York), filla de Louise (Basel de soltera) i Robert Hunter. Va estudiar a Penn Hall, un internat a Pennsilvània. Era activa en les activitats de francès, hoquei, natació i en el consell estudiantil. Després de l'institut va anar a la Universitat de Syracuse i va ser professora al districte escolar de la ciutat de Syracuse. Hunter va conèixer Joe Biden a Nassau (les Bahames), on Biden estava de vacances. Després Biden aniria a Syracuse, on va anar a la facultat de dret. La parella es va casar el 27 d'agost de 1966. Després del casament es van traslladar a Wilmington (Delaware), on Biden formava part del consell del comtat de New Castle.
Hunter i Biden tingueren tres fills: Robert Hunter, Joseph Robinette «Beau» i Naomi. La futura muller de Biden, Jill, va conèixer Hunter l'hivern de 1972 i va dir que «[Neilia Hunter] tenia una bellesa fàcil i natural». Biden va fer campanya per substituir el senador titular per Delaware J. Caleb Boggs i Hunter la va descriure com el «cervell» de la campanya.

## Mort i llegat
Durant les vacances de Nadal, després que el seu marit fos elegit senador electe dels EUA, Neilia Hunter va morir juntament amb llur filla d'un any Naomi. El 18 de desembre de 1972, Neilia i la seva filla Naomi i fills Beau i Hunter conduïen per anar a comprar un arbre de Nadal. El vehicle de Neilia va rebre l'impacte d'un camió. Neilia i Naomi van morir, però els dos fills van sobreviure a l'accident. Beau i Hunter van resultar-ne ferits.
Biden va prometre el càrrec a l'hospital on rebien tractament els fills. En un discurs de principi de curs de la Universitat Yale el 2015, Joe Biden va parlar de la seva difunta esposa i va dir que «sis setmanes després de la meva elecció, el meu món es va veure alterat per sempre. Mentre era a Washington contractant personal, vaig rebre una trucada. La meva dona i els tres fills estaven de compres nadalenques, el tràiler d'un tractor hi va topar des del lateral i va matar la meva dona i la meva filla. I no sabien si els meus fills sobreviurien». Un parc a Wilmington (Delaware) està dedicat a la seva memòria.